# Lecane pumila
Lecane pumila är en hjuldjursart som först beskrevs av Rousselet 1906.  Lecane pumila ingår i släktet Lecane och familjen Lecanidae. Arten är reproducerande i Sverige. Inga underarter finns listade i Catalogue of Life.